# Ловать
Ло́вать (др.-рус. Ло́воть, бел. Ловаць) — река в Беларуси и России. Протекает по территории Витебской, Псковской, Новгородской областей. Самая длинная и вторая по площади бассейна (после Мсты), впадающая в озеро Ильмень.
Длина Ловати составляет 530 км, площадь водосборного бассейна — 21 900 км², среднемноголетний расход воды в устье 170 м³/с, объём стока — 5,365 км³/год. Принадлежит к бассейну реки Нева Балтийского моря. На Ловати весной, со второй половины марта по май включительно, проходит около 55 % годового стока; с июня по октябрь — около 23 % и зимой, с ноября по начало марта — около 22 % годового стока.
На реке расположены города Великие Луки, Холм и посёлок городского типа Парфино.
Относится к типично равнинным рекам малой водности, со слабой скоростью течения и преимущественно низкими, заболоченными берегами. Сплавная река (490 км). В низовье (70 км) Ловать судоходна.

## Этимология
Происхождение названия Ловати дискуссионно. М. Фасмер высказывал предположение, что гидроним происходит от «ло́йва» «большая лодка», древнерусского «лоива» (судно). Ю. В. Откупщиков, напротив, настаивает на балтийском происхождении названия реки со значением «множество (озёрных) чаш» или «множество (озёрных) лож», что подтверждается географическими данными (см. ниже).

## История

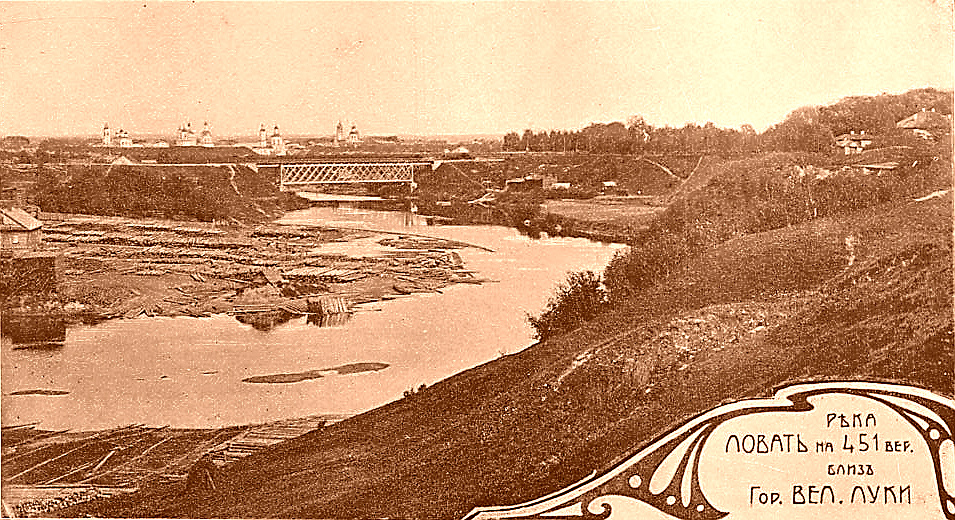
Река Ловать в 1909 году. Великие Луки.

В VIII—XIII веках по Ловати проходили Волжский торговый путь и знаменитый путь «Из варяг в греки» (из Балтийского в Чёрное море), соединявший скандинавские страны с Византией. Река играла важную роль в сообщении между Киевом и Великим Новгородом. На правом берегу реки в 3,5 км от витебской деревни Лялевщина находится археологический памятник — городище железного века, а около деревни Межа — стоянка эпохи неолита. Об археологическом комплексе памятников «Городок на Ловати» близ Великих Лук упоминается в публикациях В. М. Горюновой, профессора РАН, специалиста в области истории и культуры России X—XIX веков М. Н. Тихомирова и других.
Почти каждую весну, в половодье, вода поднималась в реке Ловать в центре города Великие Луки на два и три метра и частенько затопляла Правую набережную. Например, в 1915 году снесло Волоцкий мост и была затоплена половина Торговой площади. Большое наводнение произошло в апреле 1795 года. Водой было снесено большое количество жилых домов, хозяйственных построек, залиты были и окрестные деревни. А в декабре 1927 года разбушевавшаяся река натворила столько бед, что оставшихся без крова жителей пришлось размещать в городских школах.

## Течение
Протекает по территории Витебской, Псковской, Новгородской областей. Бассейн Ловати также распространяется на Тверскую область.
Берёт начало на высоте около 170 м над уровнем моря к северо-западу от озера Завесно в районе болота Чистик Витебской области Белоруссии (к юго-западу от озера Ловатец Невельского района Псковской области России).
В верховьях Ловать проходит через несколько озёр: Завесно, Задратье, Межа, Сосно, Чернявское (Чернясто), Сесито, Цаство. В пределах Белоруссии протекает по Городокской возвышенности. Пойма реки луговая, во многих местах заболочена. Ширина реки в верховье 10—15 м. После впадения Балаздыни Ловать расширяется до 40 метров.

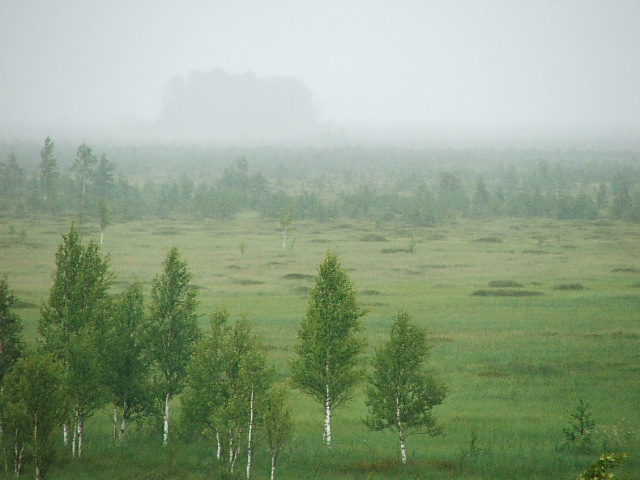
Болото в бассейне Ловати. Полистовский заповедник.

После впадения Насвы русло Ловати проходит по лесистой местности. Берега высокие и в некоторых местах обрывисты (п. Селеево). В среднем течении реки много перекатов и порогов. Основные сосредоточены в районе впадения Локни и ниже города Холм. В этом месте ширина реки достигает 50—60 метров, а после впадения Куньи — более 100 метров. На Приильменской низменности берега Ловати в основном пологие, в ширина реки доходит до 340 метров.
В 22 км от устья, перед впадением в озеро Ильмень Ловать соединяется протокой с Полой. Обе реки образуют дельту площадью около 400 км². Весной пойменные луга, расположенные в дельте, затопляются на глубину до 2—3 метров.
Высота устья — 18,1 м над уровнем моря.
В бассейне Ловати два заповедника Рдейский и Полистовский, которые были организованы в 1994 году для сохранения и изучения массива сфагновых болот южной тайги — Полисто-Ловатской системы верховых болот, одной из крупнейших в Европе.

## Притоки
Крупные притоки: Насва, Локня, Редья, Полисть (слева); Кунья (справа). Самый крупный приток — Кунья впадает в Ловать в черте города Холм.
В приведённой ниже таблице указаны все левые и правые притоки реки Ловать (кроме ручьёв и безымянных рек), от устья к истоку, а также их крупные притоки длиной свыше 30 км.

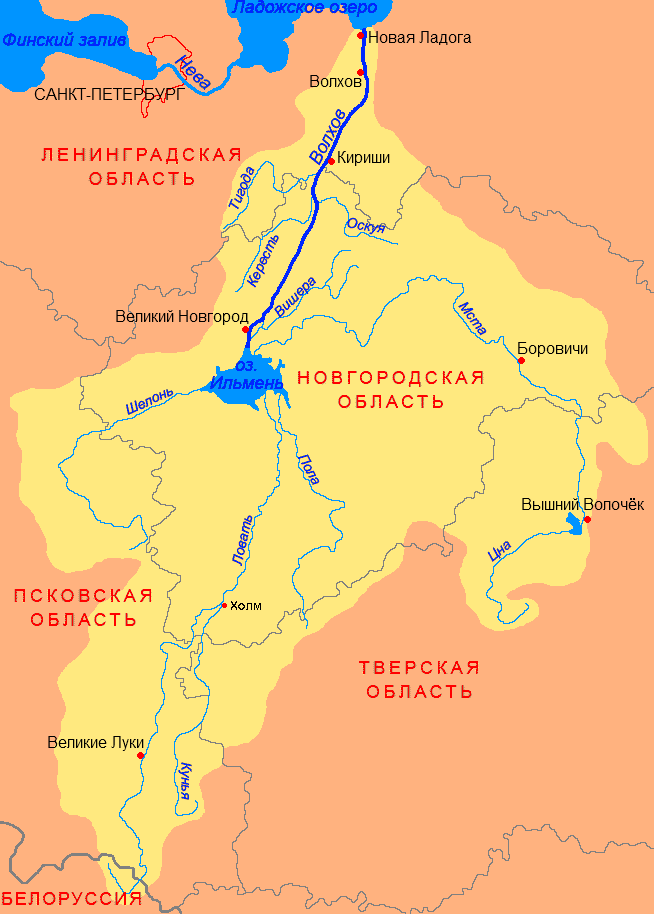
Бассейн Волхова и озера Ильмень

| Расстоя-ние от устья (км) | Левый приток / Правый приток | Притоки притоков          | Длина (км) | Площадь водо- сбора (км²) |
| ------------------------- | ---------------------------- | ------------------------- | ---------- | ------------------------- |
| 2                         | рукав Новинская Ловать       |                           | 2,2        |                           |
| 4                         | рукав Старая Ловать          |                           | 10         |                           |
| 15                        | Полисть                      |                           | 176        | 3630                      |
|                           | ↑                            | Порусья (справа)          | 142        | 1030                      |
|                           |                              | ↑Лютая (слева)            | 40         | 179                       |
|                           | ↑                            | Снежа (слева)             | 68         | 302                       |
|                           | ↑                            | Холынья (слева)           | 72         | 681                       |
|                           |                              | ↑Каменка (слева)          | 52         | 18                        |
| 18                        | Редья                        |                           | 146        | 671                       |
| 61                        | Робья                        |                           | 71         | 696                       |
|                           | ↑                            | Старовская Робья (справа) | 57         | 654                       |
| 73                        | Заробская Робья              |                           | 69         | 594                       |
|                           | ↑                            | Язвищенская Робья (слева) | 51         | 222                       |
| 106                       | Рубеженка                    |                           | 30         | 0                         |
| 123                       | Самбатовка                   |                           | 25         | 139                       |
| 140                       | Паньковка                    |                           | 17         |                           |
| 144                       | Рогатка                      |                           | 23         | 87                        |
| 163                       | Хоболька                     |                           | 19         |                           |
| 165                       | Городянка                    |                           | 15         |                           |
| 183                       | Загарка                      |                           | 27         | 90                        |
| 187                       | Шульга                       |                           | 26         | 96                        |
| 192                       | Кунья                        |                           | 236        | 5143                      |
|                           | ↑                            | Большой Тудер (справа)    | 94         | 879                       |
|                           |                              | ↑Крутовка (слева)         | 37         | 244                       |
|                           |                              | ↑Оборля (справа)          | 38         | 163                       |
|                           | ↑                            | Малый Тудер (справа)      | 85         | 572                       |
|                           | ↑                            | Алешня (справа)           | 34         | 124                       |
|                           | ↑                            | Серёжа (справа)           | 104        | 849                       |
|                           | ↑                            | Ока (справа)              | 66         | 325                       |
|                           | ↑                            | Большая Ноша (справа)     | 35         | 124                       |
|                           | ↑                            | Добша (справа)            | 33         | 279                       |
|                           | ↑                            | Усвята (справа)           | 35         | 291                       |
|                           | ↑                            | Лусня (справа)            | 34         | 163                       |
| 209                       | Мазуровка (Горелка)          |                           | 17         |                           |
| 210                       | Жеребчаха (Пахомовка)        |                           | 18         |                           |
| 229                       | Вица                         |                           | 22         |                           |
| 242                       | Рытовица                     |                           | 11         |                           |
| 244                       | Большая Смата                |                           | 44         | 378                       |
|                           | ↑                            | Малая Смота (справа)      | 53         | 208                       |
| 263                       | Хлавица                      |                           | 41         | 459                       |
| 269                       | Локня                        |                           | 119        | 2190                      |
|                           | ↑                            | Чернушка (справа)         | 30         | 147                       |
|                           | ↑                            | Смердель (справа)         | 78         | 647                       |
|                           | ↑                            | Пузна (Прискуха) (справа) | 82         | 391                       |
| 309                       | Рубежница                    |                           | 18         | 98                        |
| 312                       | Ольшанка                     |                           | 12         |                           |
| 336                       | Насва                        |                           | 46         | 1240                      |
| 338                       | Крупица (Вскуица)            |                           | 33         | 352                       |
| 352                       | Лазавица                     |                           | 21         | 93                        |
| 371                       | Сверетица                    |                           | 26         | 108                       |
| 393                       | Балаздынь (Болазо)           |                           | 26         | 547                       |
| 409                       | Еменка (Яменка)              |                           | 64         | 722                       |
| 457                       | Комля                        |                           | 26         | 281                       |

## Галерея

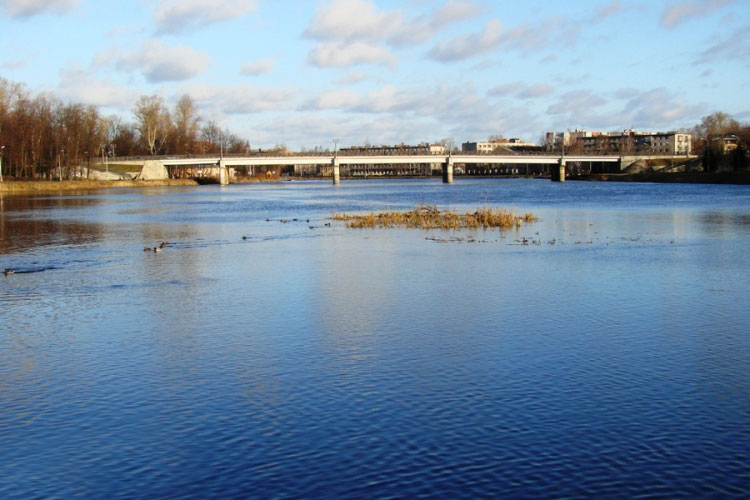
Мост через Ловать в Великих Луках.
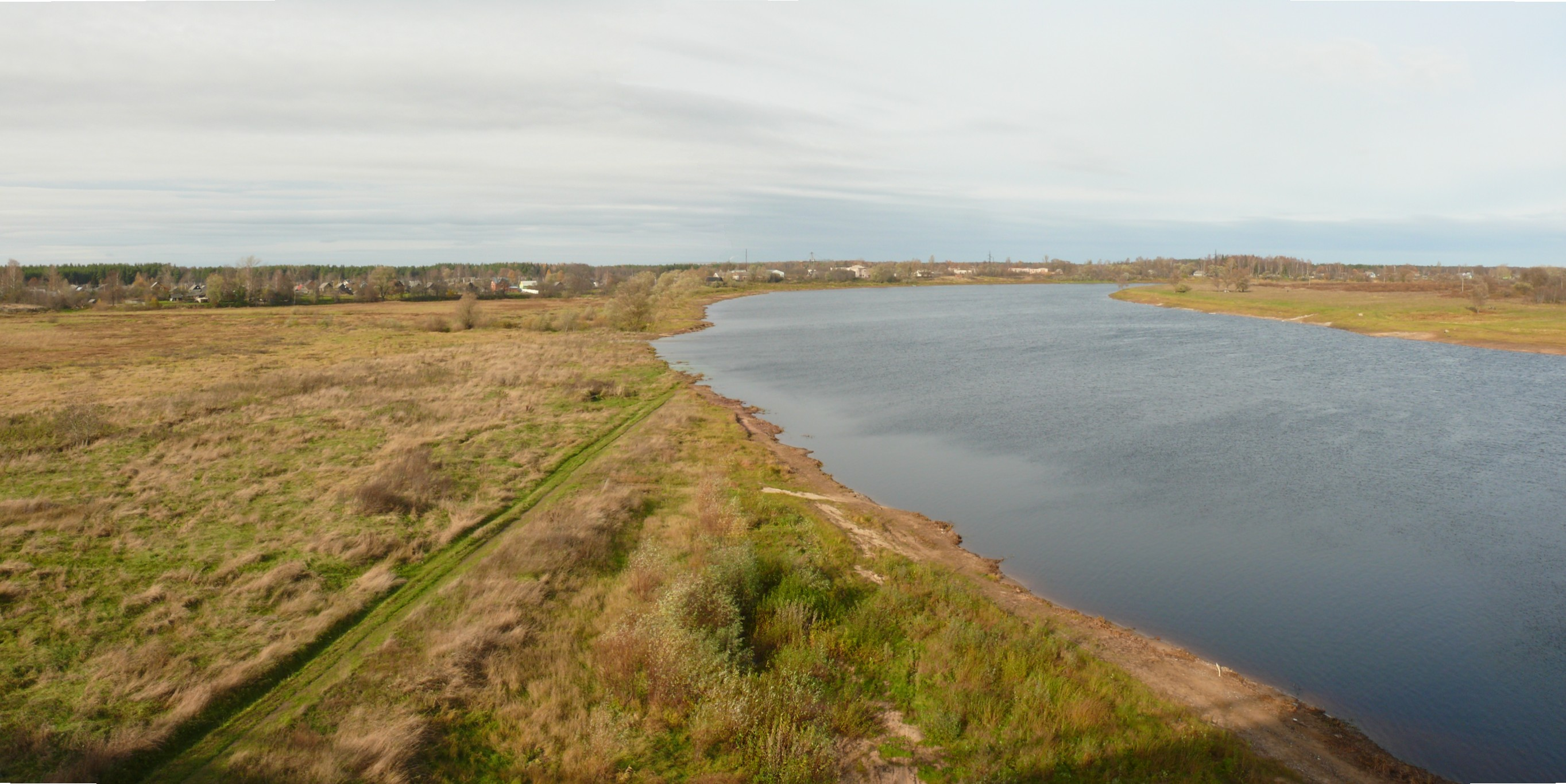
Вид на Ловать у посёлка Парфино.
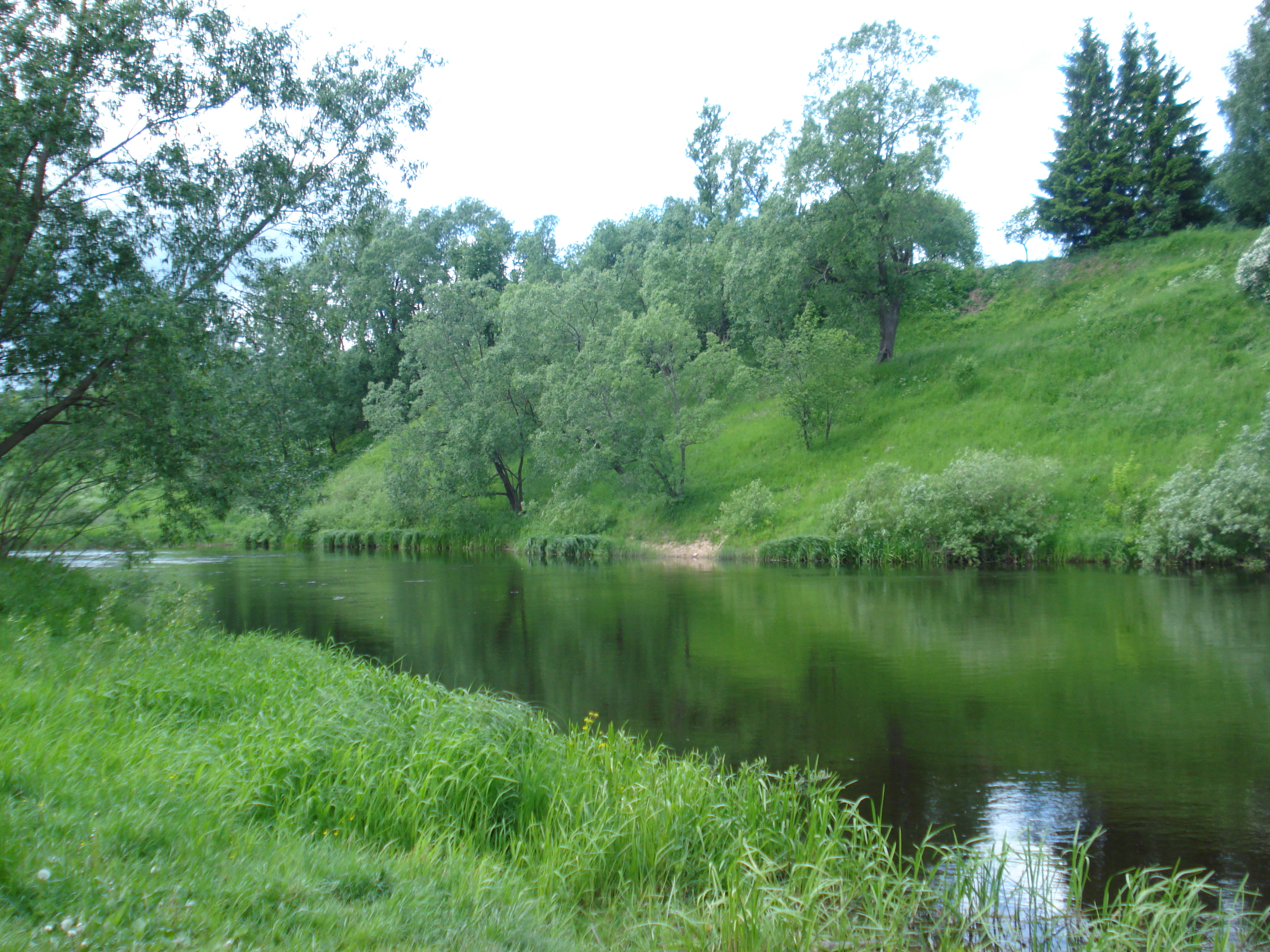
Ловать в верхнем течении.
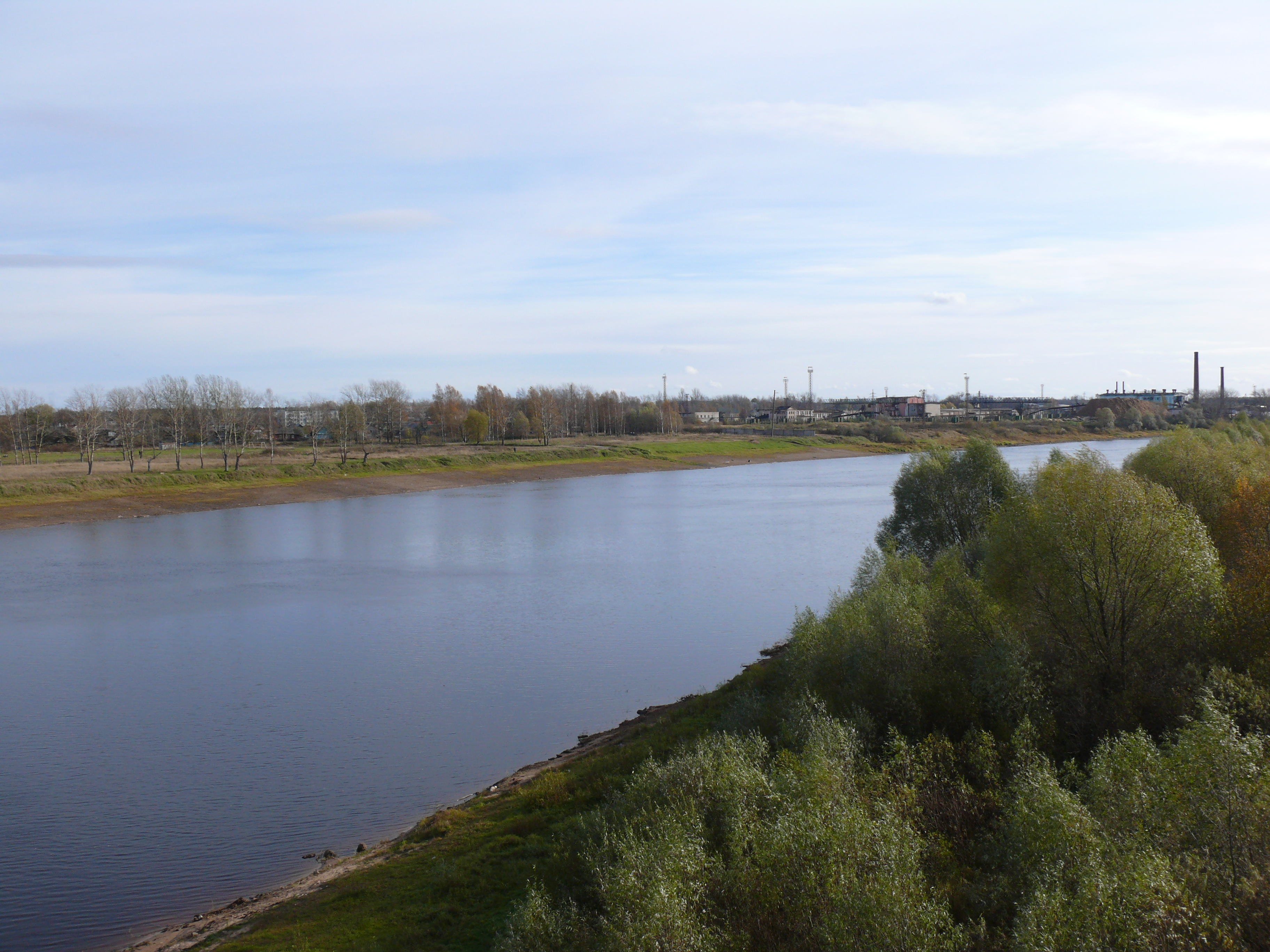
Ловать в нижнем течении, у п. Парфино.

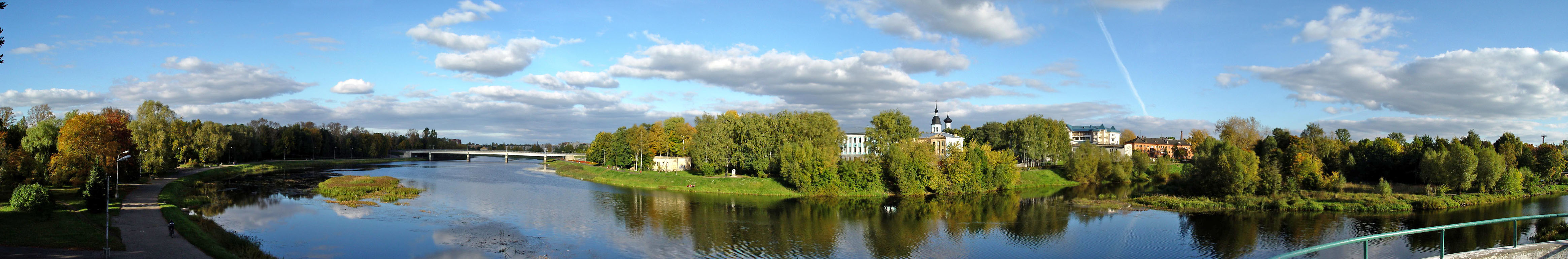
Панорама Ловати в Великих Луках